# Petitcodiac (New Brunswick)
Petitcodiac ist ein Dorf im Westmorland County in der kanadischen Provinz New Brunswick mit 1383 Einwohnern (Stand: 2016). 2011 betrug die Einwohnerzahl 1429.

## Geografie
Durch Petitcodiac verlaufen die Verbindungsstraßen New Brunswick Route 1, New Brunswick Route 106, New Brunswick Route 885 und New Brunswick Route 890. Die New Brunswick Route 2 tangiert den Ort im Norden. Mitten durch den Ort fließt der Petitcodiac River. Moncton ist 35 Kilometer im Nordosten, Saint John rund 100 Kilometer im Südwesten entfernt.

## Geschichte

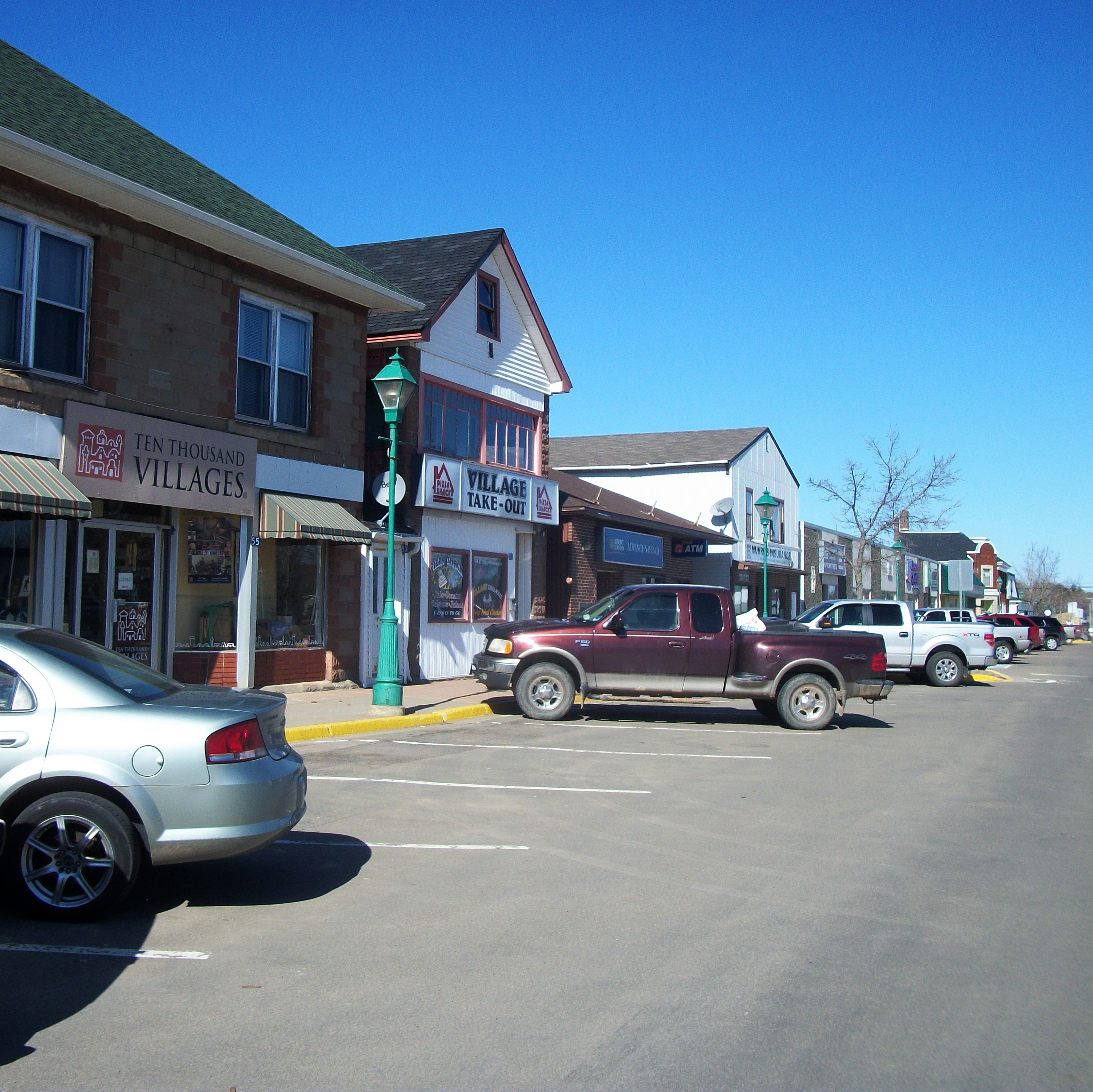
Straßenbild

Ureinwohner waren die Mi’kmaq- und Maliseetindianer, die dem Fluss in dieser Region den Namen Pet-kot-que gaben, was so viel wie „Fluss, der in einem Bogen verläuft“ bedeutet. Daraus entwickelten die späteren Siedler für den Fluss und den Ort den Namen Petitcodiac. Die erste Siedlung wurde 1786 an einer Stelle am Fluss angelegt, der schon seit langer Zeit als Portage genutzt wurde. Nach dem Bau einer Eisenbahnlinie wuchs der Ort rasch und diverse kleinere Betriebe wurden gegründet. Zwei verheerende Brände vernichteten in den Jahren 1913 und 1919 große Teile der Gebäude und brachten dem Ort zeitweise den Spitznamen Village of Fire ein. Die Ende der 1920er Jahre beginnende Weltwirtschaftskrise sowie der Beginn des Zweiten Weltkriegs waren weitere Rückschläge. Ansätze einer wirtschaftlichen Erholung wurden durch zwei weitere Feuersbrünste 1986 und 1993 verzögert. Seitdem versucht sich der Ort als Zwischenstation für Reisende und Güter zwischen Moncton und Saint John zu etablieren.